# معركة فورونيج (1942)
معركة فورونيج (بالروسية: Воронежско-Ворошиловградская операция، نح: فورونيجسكو-فوروشيلوفغرادسكايا أوبيراتسيا، بالألمانية: Woronesch-Woroschilowgrader Operation، نح: فورونيج-فوروشيلوفغرادر أوبيراتيون، ويعنيان عملية فورونيج-فوروشيلوفغراد) إحدى معارك الجبهة الشرقية للحرب العالمية الثانية، والتي دارت في محيط مدينة فورونيج الاستراتيجية على نهر الدون والتي تبعد 450 كم (80 ميل) جنوب موسكو في الفترة ما بين 28 يونيو وحتى 24 يوليو 1942 وذلك مع بداية الهجوم الألماني الصيفي لعام 1942، وكانت مهمة الدفاع عن المدينة قد أوكلت في وقت سابق للجيش الأربعين من الجبهة الجنوبية الغربية بقيادة جنرال الجيش (الاتحاد السوفيتي) نيكولاي فيودوروفيتش فاتوتين.

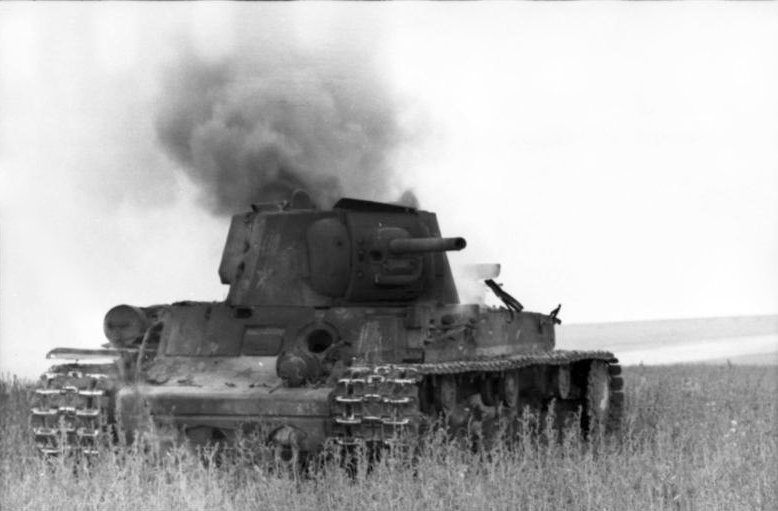
إحدى الدبابات السوفيتية الثقيلة من طراز كيه في-1 مُدمرة بالقرب من فورونيج.

 بدأ الهجوم الألماني عن طريق عناصر من الجيش الرابع بانزرف بقيادة هرمان هوث والتابع لمجموعة الجيوش الجنوبية وسط مخاوف من انحراطه في حروب الشوارع مع العناصر السوفيتية، وبالفعل نجحت الوحدات المدرعة من الاستيلاء على أجزاء كبيرة من فورونيج بحلول السادس من يوليو وذلك بالاستيلاء على ضواحي المدينة بالضفة الغربية لنهر الدون، حيث اقتضت خطة الهجوم الأساسية بتقدم الجيش الرابع بانزر صوب المدينة، يتبعها الجيش السادس والذي قُرر له التحرّك باتجاه الجنوب الشرقي فور إتمام احتلال المدينة للمشاركة في حصار ستالينغراد وذلك في إطار العملية الزرقاء.
واستغرق وصول كتائب المشاة لفورونيج يومين كاملين قبل أن يأخذوا أماكنهم على خط المواجهة والسماح لقوات البانزر بالمغادرة والتوجّه صوب ستالينغراد، من جانبه، أرجع أدولف هتلر فشل القوات الألمانية في الاستيلاء على ستالينغراد بسبب الوقت المُهدر في تحريك القوات الألمانية جنوبُا، مما أعطى الفرصة للمارشال سيميون تيموشينكو الفرصة لتنظيم خطوطه الدفاعية قبل وصول طلائع الجيش الرابع بانزر للمدينة.
وبحلول عام 1943 تمكنت القوات السوفيتية من استرجاع المدينة.